# Xavier Woods
Austin Watson (4 de septiembre de 1986),  es un luchador profesional estadounidense que trabaja desde 2010 en la WWE bajo el nombre de Xavier Woods/King Woods en su marca SmackDown. Es conocido también por haber trabajado de 2007 a 2010 en la Total Nonstop Action Wrestling (TNA) bajo el nombre de Consequences Creed, un gimmick basado en el boxeador de Rocky Apollo Creed. Entre otros logros, Watson ganó el Campeonato Mundial en Parejas de TNA, el Campeonato en Parejas de la FCW (territorio de desarrollo de la WWE) y la edición de 2010 del torneo independiente ECWA 8 Tournament. 
Entre sus logros en la WWE destacan nueve Campeonatos en Parejas de la WWE formando parte de The New Day y ser el ganador del King of the Ring 2021, cambiándose brevemente el nombre a King Woods.
Además, tiene un canal de YouTube llamado «UpUpDownDown», donde realiza vídeos de juegos y noticias del mismo ámbito con el nombre de Austin Creed, y también suele invitar principalmente a otras superestrellas de WWE.

## Vida personal
Creed nació en Columbus, Georgia en 1986 y se graduó en la Sprayberry High School en Marietta en el 2004. En este mismo año empezó a estudiar psicología y filosofía en la Furman University en Greenville, South Carolina. Creed se graduó en esa universidad con un B.A. en psicología y filosofía menor el 10 de junio de 2008. Desde el 18 de marzo de 2015 es el partner (dueño, quién recibe en mayoría los ingresos económicos) y presentador principal del canal de gaming de YouTube «UpUpDownDown», que a fecha del mes de septiembre de 2018 posee 1,681,065 suscriptores y 218,673,403 visualizaciones o reproducciones. Se considera un gran fanático del popular anime de los años noventa Dragon Ball Z.

## Carrera

### Inicios y NWA Anarchy
Mientras estudiaba en la Furman University, Creed empezó a entrenar para ser luchador profesional y, en 2005, empezó a pelear en la promoción de Rob Adonis, la Ultimate Christian Wrestling. Desarrolló su personaje actual, basándose en Apollo Creed de las películas de Rocky.
Durante su estancia en NWA Anarchy, Creed formó un equipo llamado Awesome Attraction junto a Hayden Young y tuvieron uno de los reinados más largos de klas historia de la promoción tras derrotar a Justice Served (Jason Justice y Mike Free) en Cornelia, Georgia el 7 de abril de 2007. Además, en el 2006, Austin ganó en premio de la NWA al Luchador Más Popular, votado por los fanes.

### Deep South Wrestling
Tras dejar la NWA, Austin decidió firmar con la WWE un contrato de desarrollo, yendo a parar a la Deep South Wrestling, el territorio de desarrollo.
El 12 de julio de 2007 Austin Creed derrotó a Murder-One, siendo el primer Campeón Sureño de los Pesos Pesados de la DSW. Trabajó con The Assassin hasta que el territorio fue cerrado por la World Wrestling Entertainment.

### Total Nonstop Action Wrestling (2007-2010)

#### 2007

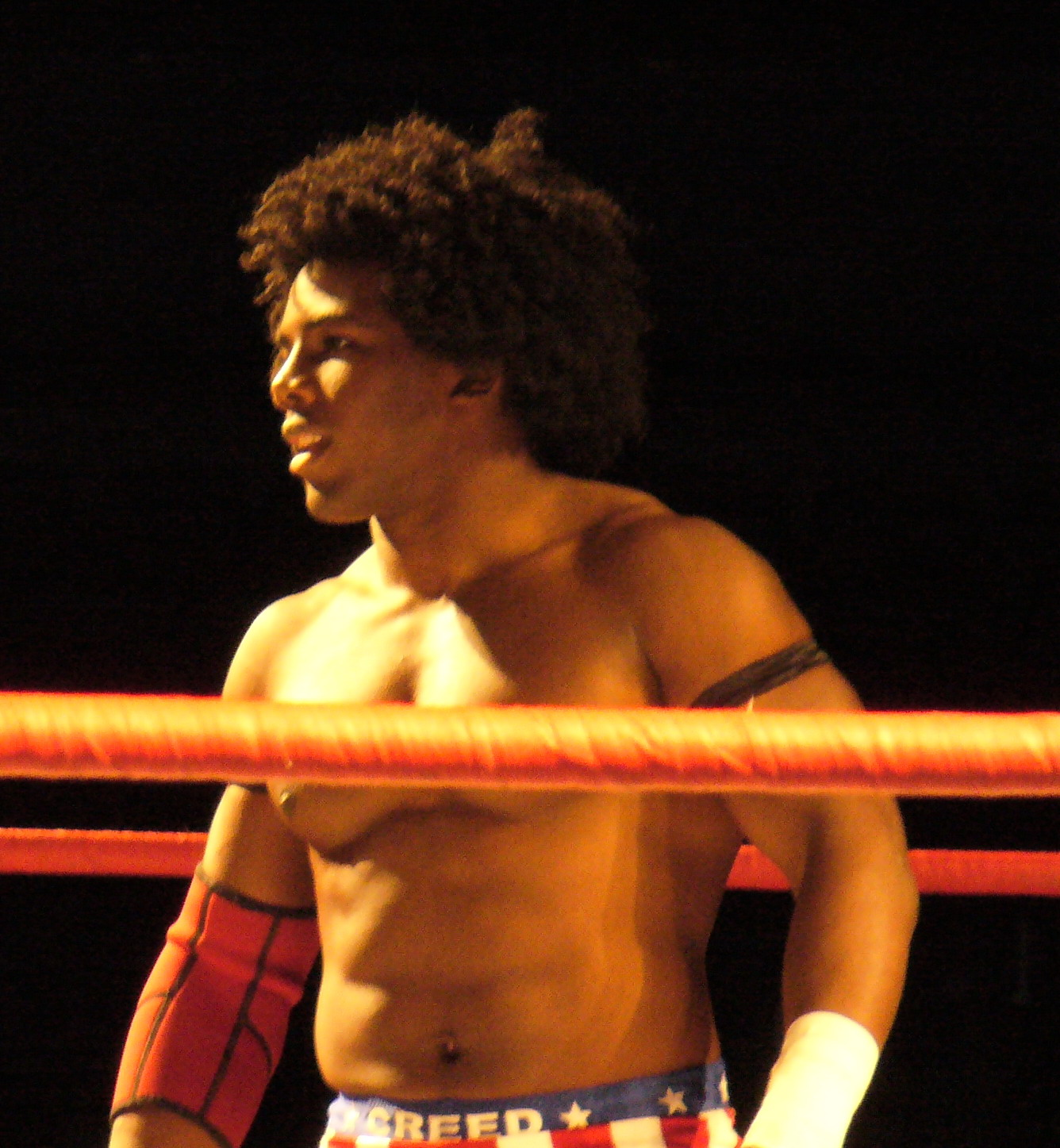
Watson en la TNA.

Creed apareció en el PPV de la Total Nonstop Action Wrestling Bound For Glory, haciendo equipo con Ron Killings como sustituto de Adam "Pacman" Jones. Creed peleó bajo el nombre de Rasheed Lucius "Consequences" Creed. Su unión con Ron Killings fue hecha por un juego de palabras, ya que al unir los apodos de ambos ("The Truth" y "Consequences"), se creaba el nombre de la ciudad mexicana, Truth or Consequences, Nuevo México.
El 21 de octubre de 2007 se anunció que Austin Creed había firmado un contrato con la TNA. El contrato fue hecho público cuando Creed apareció en el espectáculo de radio Trash Talking Radio el 23 de octubre con Tommy Cairo y Sabian, y esto fue confirmado más tarde en un show de la NWA donde el contrato fue presentado por el Booking Director de la TNA Bill Behrens. Tras Bound For Glory, Creed no apareció más en los espectáculos televisivos de la TNA durante meses después de que Ron Killings respondiera y más tarde reconociera que se fue de la compañía.

#### 2008-2010

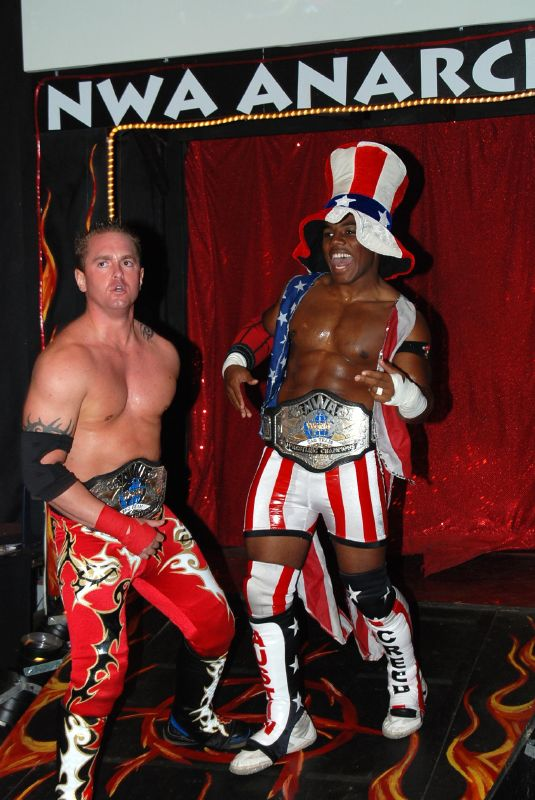
Creed como parte de Awesome Attraction junto con Hayden Young, ambos como Campeones en Pareja de la NWA Anarchy.

El 10 de febrero de 2008, Creed peleó en una dark match antes de All Against Odds, haciendo equipo con Sonjay Dutt, derrotand a Rock 'n Rave Infection. El 13 de marzo salió en una promoción de TNA iMPACT! con la frase "prepare to face the consequences" (prepárate para afrontar las consecuencias), apareciendo Creed entrenando y anunciando su regreso a la compañía para Lockdown el 13 de abril en Lowell, Massachusetts. La siguiente semana la fecha de su regreso cambió y apareció el 10 de abril en TNA iMPACT!, derrotando a Jimmy Rave de Rock 'n Rave Infection, clasificándose para la Xscape match en Lockdown.
Creed estuvo en la pelea de six sides of steel, cubriendo tras un Creed-DT a Shark Boy y siendo eliminado por Curry Man.
Creed peleó en Sacriface en la primera pelea Terror Dome, ganándola Kaz.
En Hard Justice, tuvo una oportunidad por el Campeonato de la División X frente a Petey Williams, pero fue derrotado y en No Surrender, peleó contra Williams y Sheik Abdul Bashir por el Campeonato de la División X, siendo cubierto por el ganador y nuevo campeón, Bashir. Más tarde, el 9 de octubre derrotó a Jay Lethal, Petey Williams y Sonjay Dutt, siendo el retador N.º 1 para el Campeonato de la División X en Bound for Glory IV, donde fue derrotado por Sheik Abdul Bashir.
Tras esto se unió a la facción de jóvenes de la TNA contra The Main Event Mafia, peleando varias veces contra los integrantes del grupo. En Turning Point peleó en una pelea contra otros luchadores de la División X para ser el retador número 1 por el Campeonato de la División X, ganando la oportunidad Eric Young. Después, en la noche del "Feast or Fired", intentó conseguir un maletín para obtener una oportunidad por un título, pero no lo consiguió, sin embargo, Jay Lethal consiguió el maletín que daba una oportunidad por el Campeonato Mundial por Parejas de la TNA, ganándolo el 16 de diciembre de 2008, emitiendo su victoria el 8 de enero de 2009. Sin embargo, en Genesis lo perdieron ante los antiguos campeones. Después intentaron recuperarlo en Against All Odds, pero no lo consiguieron. Después, en Destination X participó en un Ultimate X match junto a Alex Shelley, Jay Lethal, Chris Sabin y Suicide con el Campeonato de la División X de la TNA en juego, ganando la pelea Suicide.
En Lockdown, participó en una lucha por el Campeonato de la División X, donde fue derrotado por Suicide. En Final Resolution participó en el Feast or Fired match, pero no ganó nada. Finalmente, fue despedido el 29 de marzo de 2010.

### Circuito independiente (2010)
Después de ser despedido, participó en el Super J Tag Tournament de la New Japan Pro Wrestling. El 8 de mayo, él y su compañero Kota Ibushi fueron eliminados en la primera ronda ante Gedo & KUSHIDA. Creed volvió a la New Japan Pro Wrestling el 28 de junio de 2010, haciendo equipo con el Campeón de Peso Pesado de la IWGP Togi Makabe & Tomoaki Honma en el J Sports Crown 6 Man Openweight Tag Team Tournament. El trío derrotó a Tamon Honda, Kentaro Shiga & Makoto Hashi en la primera ronda, pero fueron derrotados en la segunda por Shinsuke Nakamura, Masato Tanaka & Tomohiro Ishii. El 10 de julio, derrotó a Brian Milonas, U–Gene y Tommaso Ciampa, ganando el 2010 Super 8 Tournament de la East Coast Wrestling Association.

### World Wrestling Entertainment / WWE (2010-presente)

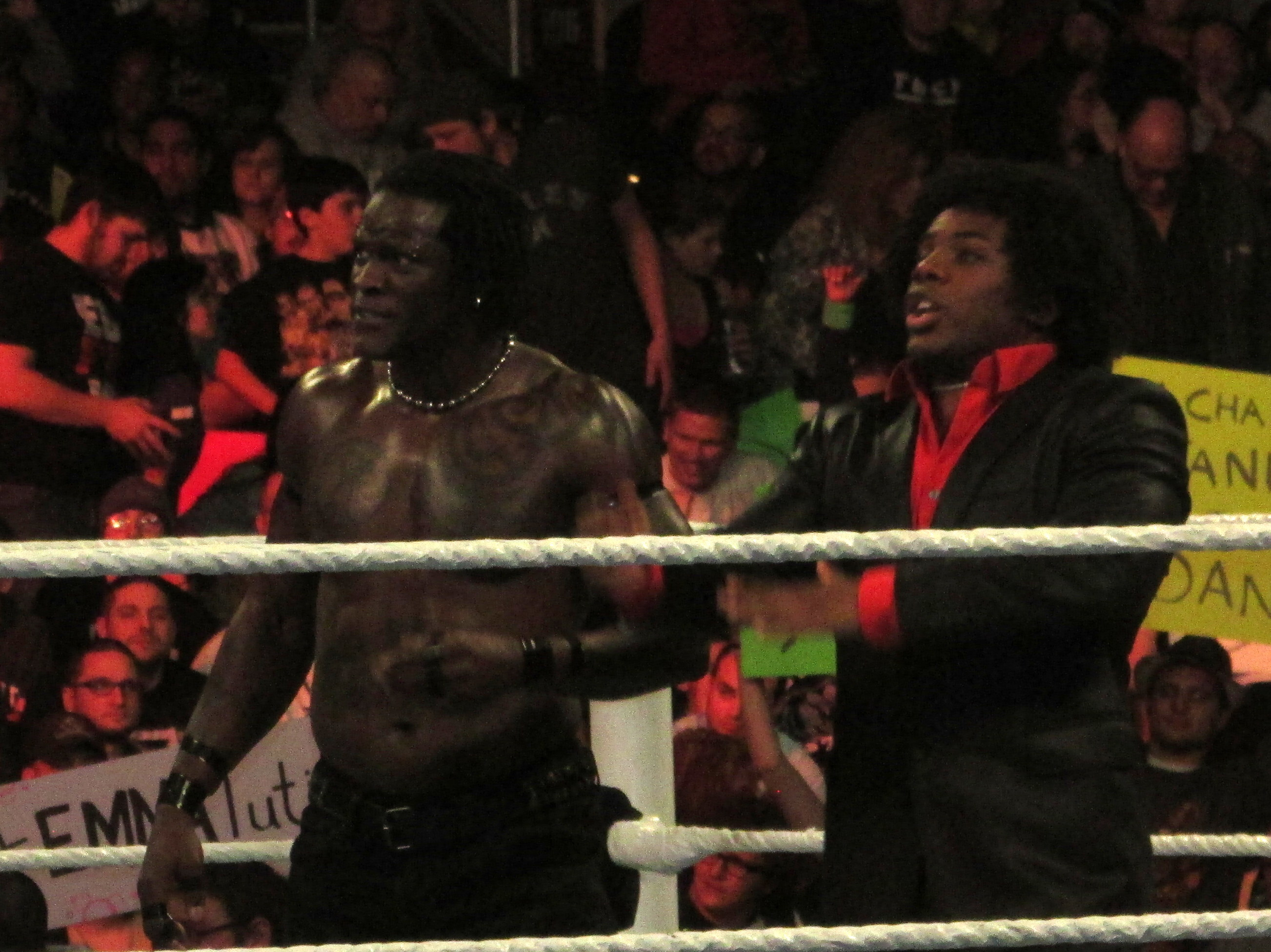
Woods y R-Truth

El 22 de julio de 2010, se anunció que Watson había firmado un contrato de desarrollo con la World Wrestling Entertainment (WWE). Watson hizo su debut bajo su verdadero nombre en el territorio de desarrollo de la WWE, la Florida Championship Wrestling (FCW) el 29 de julio, donde él y Percy Watson fueron derrotados por Brodus Clay & Donny Marlow. Tras esto, su nombre fue cambiado a Xavier Woods. El 4 de noviembre consiguió el Campeonato por Parejas de Florida de la FCW junto a Wes Brisco al derrotar a Derrick Bateman & Johnny Curtis. Sin embargo, fue despojado del título el 2 de diciembre debido a una lesión de Brisco. Intentó recuperarlo al día siguiente junto a Mason Ryan, pero fue derrotado por Titus O'Neil & Damien Sandow.

#### 2013-2014
Debutó en el roster principal el 18 de noviembre en RAW, haciendo equipo con R-Truth (con quien ya formó equipo en TNA) enfrentándose a Rhinestone Cowboys, ganando el combate. A la siguiente semana salió con el tema de Brodus Clay y acompañado por The Funkadactyls (Cameron y Naomi) venció a Heath Slater. En Smackdown del 29 de noviembre, Brodus Clay sintió celo alguno con él, por tratar de robarse a las Funkadactyls y pactaron un combate, haciendo pareja con Rusev pero fueron vencidos por Tons on Funk, Clay y Tensai. En el episodio del 2 de diciembre en WWE RAW, Woods y R-Truth derrotaron a Tons on Funk en la revancha, después de que Woods cubriera a Clay. El 17 de enero de 2014 episodio de WWE Superstars fue derrotado por Brodus Clay, terminando su feudo. En WrestleMania 30, Woods compitió en un Battle Royal en honor a Andre The Giant, pero no pudo ganar el combate siendo el ganador Cesaro. Comenzó una nueva rivalidad en abril de 2014 contra Alexander Rusev junto a su compañero de equipo R-Truth, ya que Rusev había ascendido al roster principal dicha rivalidad los llevó a los dos a una pelea en Extreme Rules. El 4 de mayo en Extreme Rules fue su pelea contra Rusev pero cuando R-truth y el hacían su entrada Rusev lo atacó con un superkick iniciando la lucha y luego lo aventó debajo de la lona del ring haciendo que se lastimara y no pudiera luchar el resto de la lucha perdiendo ante Rusev después de que le aplicara su camel clunch a R-Truth. Al final de la lucha Lana le ordenó a Rusev que lo volviera a atacar sufriendo una lesión y siendo atendido por los paramédicos. Participó en la Battle Royal por el vacante Campeonato Intercontinental, en WWE Battleground siendo el primer eliminado por The Great Khali. 

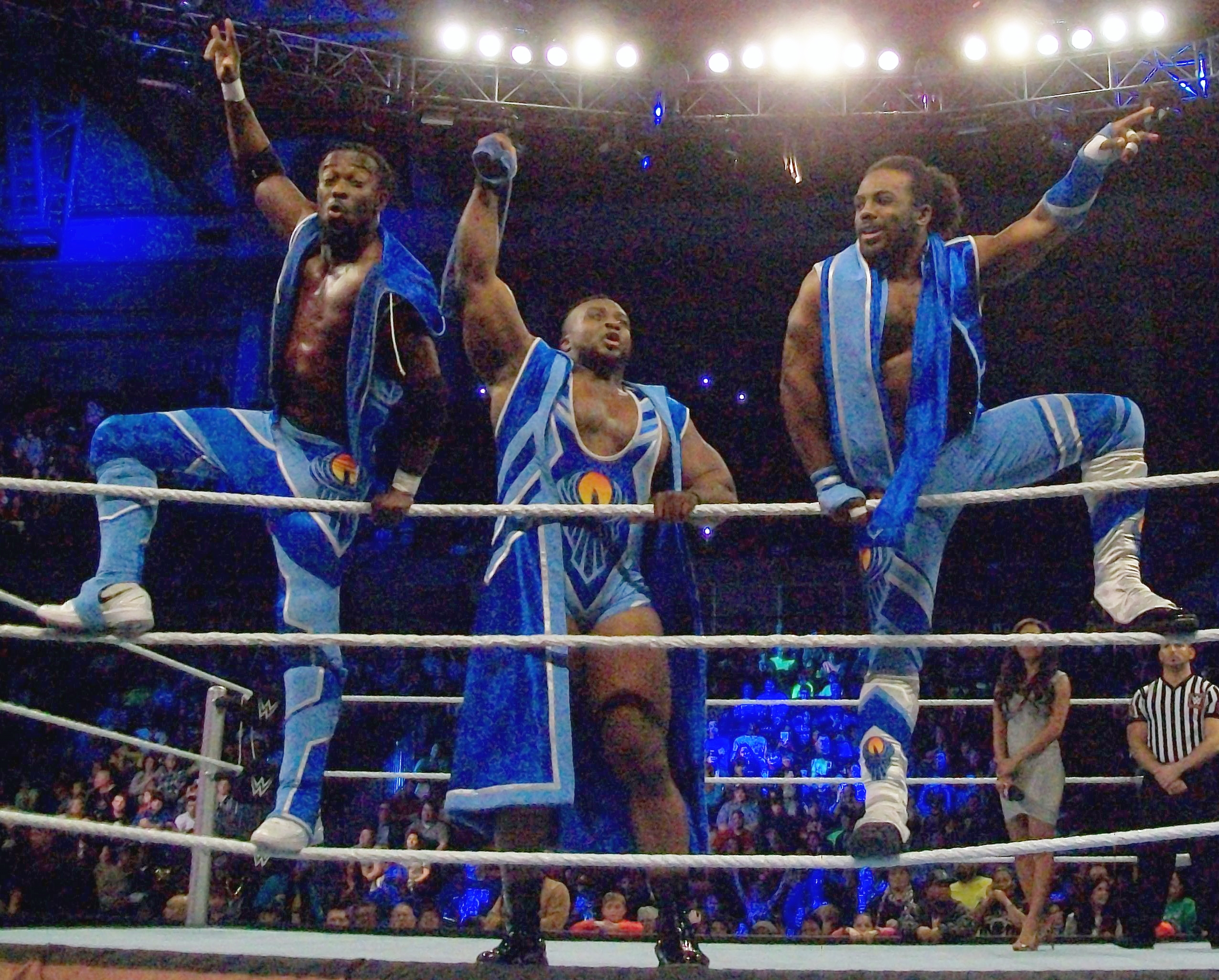
Xavier Woods con Kofi Kingston y Big E como The New Day en enero de 2015

El 21 de julio en Raw, apareció con un nuevo gimmick y formó una alianza con Big E y Kofi Kingston, quien se ofreció gestionarlos. Pero fue en el mes de noviembre, cuando hicieron las promos del debut de su nuevo stable denominado The New Day, lo cual hicieron el 28 de noviembre en Smackdown. Comenzaron un pequeño feudo con Gold & Stardust haciendo que se enfrentaran en el Kick-Off de WWE TLC en donde Kingston y Big E acompañados por Woods salieron con la victoria.

#### 2015
El 5 de enero en Raw comenzaron una nueva rivalidad con Cesaro & Tyson Kidd, después de que estos les atacaran durante un combate contra Adam Rose. El 12 de enero en Raw, Xavier Woods y Kofi Kingston derrotaron Cesaro & Tyson Kidd. Luego, al día siguiente en Main Event, The New Day derrotó a Cesaro, Tyson Kidd y Adam Rose en una pelea por equipos de seis hombres. En Royal Rumble (2015) acompañó a Kofi Kingston y Big E a su combate contra Cesaro & Tyson Kidd (con Natalya). El 19 de febrero en SmackDown Big E y Xavier Woods fueron derrotados por The Ascension. En WrestleMania 31 participó en el battle royal en memoria a Andre The Giant, pero fue eliminado por The Big Show. El 7 de abril en Raw, The New Day pasó a Stable Heel cuando Kofi Kingston que no luchaba atacó a Kalisto de manera ilegal.
Fueron campeones en parejas en Extreme Rules el 26 de abril y lo defendieron exitosamente hasta Money In The Bank, que fueron derrotados por The Prime Time Players el 14 de junio. El 25 de junio en SmackDown junto con Bo Dallas fueron derrotados por The Prime Time Players y The Lucha Dragons. El 4 de julio, en The Beast in the East Brock Lesnar derrotó a Kofi Kingston, después de la lucha, Big E y Xavier Woods acudieron a ayudar a Kingston, pero ambos recibieron un «F-5» de Lesnar. En Battleground intentaron recuperar los títulos contra The Prime Time Players, pero fueron derrotados. Sin embargo, el 23 de agosto en SummerSlam Langston y Kingston derrotaron a The Prime Time Players (c) (Titus O'Neil & Darren Young), The Lucha Dragons, (Kalisto & Sin Cara) y a Los Matadores (Diego & Fernando) (con El Torito) y ganaron los Campeonatos en Parejas de la WWE por segunda vez en su carrera. Al día siguiente en Raw fueron atacados por The Dudleys (D-Von Dudley y Bubba Ray Dudley). Después en Raw atacaron a Big E y Kofi y se quedaron con Xavier Woods al que le aplicaron un Dudley Death Drop y alzarse sobre el ring. The Dudley Boyz tuvieron una lucha por los campeonatos en parejas en Night of Champions, después de que The New Day venciera a The Prime Time Players en una lucha por los campeonatos en Raw en donde utilizaron su cláusula de revancha. En Night of Champions Xavier Woods entró y golpeó a Bubba Ray luego de que le habían aplicado un 3D a Kofi Kingston, y descalifican la pelea siendo ganadores The Dudley Boyz pero los campeones seguían siendo The New Day, después de acabar la pelea, Woods, sufrió una lesión de espalda. Sin embargo regreso para formar parte del Team Rollins contra el Team Reings. El 22 de noviembre en Survivor Series, el Team Usos (Ryback y The Lucha Dragons) venció al Team New Day (Sheamus , y King Barret) sin los campeonatos en juego.
El día siguiente en la edición de Raw, celebraban su primer aniversario desde el debut en 2014, pero fueron atacados por The Lucha Dragons y The Usos.
Pautando una triple amenaza para WWE TLC: Tables, Ladders & Chairs en una lucha de escaleras que, cambiaría la división de parejas en WWE, saliendo ganadores.

#### 2016
En enero de 2016, The New Day pacto una lucha por los campeonatos en parejas contra The Usos en Royal Rumble (2016), donde salieron victoriosos. A principios de febrero continuaron su feudo con The Usos. 
The New Day empezó un nuevo feudo, esta vez con The League of Nations, de quienes se empezaron a burlar por mucho tiempo. El 29 de febrero en Raw, Chris Jericho y AJ Styles los vencieron por una oportunidad por los Campeonatos en Parejas. El 7 de marzo en Raw, Thw New Day venció a Y2AJ (Jericho & Styles) reteniendo sus títulos. Retomando su rivalidad, The New Day se enfrentó a The League of Nations en Roadblock, donde retuvieron sus títulos. Al día siguiente en Raw, nuevamente se enfrentaron a The League of Nations por los Campeonatos pero nuevamente los derrotaron. Tras la lucha, The League of Nations castigaron duramente a The New Day, cambiando a face.
En WrestleMania 32, The League of Nations vencieron a The New Day en un Six-Man Tag Team Match sin los campeonatos en juego. Al final de la lucha, Shawn Michaels, Mick Foley y Stone Cold Steve Austin aparecieron para atacar a The League of Nations, obteniendo la victoria. Tras la celebración, Austin le aplicó un Stone Cold Stunner sólo a Woods.
Al día siguiente se pactó un torneo para elegir el retador número uno por los títulos, disputándose la final entre Enzo Amore y Big Cass VS The Vaudevillains en WWE Payback 2016 en el que el ganador se enfrentara al nuevo día por los títulos. El 30 de mayo en RAW, se enfrentaron a The Vaudevillains, ganando la lucha por descalificación gracias a que Luke Gallows & Karl Anderson empezaron a atacar al grupo.
En el episodio de Raw del 20 de junio, The New Day confrontó a la Familia Wyatt, interrumpiendo una promo de Bray Wyatt. El incidente provocó el inicio de una rivalidad entre The New Day y la Familia Wyatt. En el episodio de Raw del 27 de junio, The New Day comenzó a hacer promos similares a los de la Familia Wyatt, incluyendo vestir ropa similar a la usada por Erick Rowan y Luke Harper. En el episodio de Raw del 4 de julio, Woods dejó a Kofi y Big E en el ring diciendo que necesitan entrar en razón acerca de la Familia Wyatt, implicando una conversión a rudo de parte de Woods. Esta rivalidad condujo a un combate por equipos no titular en Battleground, el cual ganó la Familia Wyatt.
A consecuencia del Draft de 2016, The New Day fue asignado a Raw. El 20 de julio de 2016, The New Day se convirtió en el equipo con el reinado más largo, rompiendo el récord de 331 días impuesto por Paul London y Brian Kendrick. El primer Raw después del Draft, New Day se encontraba celebrando el nuevo récord que acababan de conseguir, cuando Luke Gallows y Karl Anderson los atacaron. La semana siguiente, The Club volvería a atacar pero esta vez lesionando a Big E. En SummerSlam Kingston y Woods derrotaron a The Club para retener sus títulos. El feudo con The Club continuaría, venciendo New Day sucesivamente en Clash of Champions y en el Raw posterior a este evento. Luego tendrían una rivalidad con el impredecible equipo entre Cesaro y Sheamus, siendo derrotados por descalificación en Hell in a Cell y venciéndolos en el Raw posterior. Al intervenir en un combate clasificatorio entre The Club y Cesaro y Sheamus el 5 de diciembre, una semana más tarde New Day se enfrentó ante ambos duetos en un Tag Team Triple Threat Match, en la que si vencerían, tendrían el reinado más largo de un Campeonato de Parejas en la historia de WWE. New Day, más precisamente Kingston y Big E, ganaron la lucha, pero en los festejos, empaparon con champaña a Stephanie McMahon causando su enojo y la estipulación de una lucha titular más, en este caso ante Jeri-KO (Kevin Owens y Chris Jericho). Mick Foley, para complicar más el panorama de New Day, agregó a los ex Shield Seth Rollins y Roman Reigns al encuentro, convirtiéndolo en otro Tag Team Triple Threat Match.
Woods reemplazó a Kingston para el duro encuentro, que los vio como ganadores, cubriendo a Jericho tras un "Pedigree" de Rollins, siendo este último quitado de la lona por Big E, por lo que finalmente pudieron superar el récord de Demolition. Finalmente, en Roadblock: End of the Line perdieron los Campeonatos ante Cesaro & Sheamus, tras 483 días consecutivos como Campeones. El 26 de diciembre en Raw, tuvieron su revancha obligatoria, pero no lograron recuperar los títulos.

#### 2017
En Royal Rumble, Woods participó en la batalla real masculina entrando como el #20, sin embargo fue eliminado por Sheamus. El 11 de abril de 2017, The New Day se trasladó a la marca SmackDown Live como parte del Superstar Shake-up. Su primera rivalidad en la marca fue con The Usos (Jimmy & Jey Uso), enfrentándose a ellos por el Campeonato de Parejas de SmackDown en Money in the Bank, que ganaron por cuenta fuera. En Battleground, Woods y Kofi Kingston derrotaron a The Usos para ganar el Campeonato de Parejas de SmackDown por primera vez, pero perdieron los títulos en la revancha efectuada en SummerSlam. En el episodio del 12 de septiembre de SmackDown Live, The New Day derrotó a The Usos para recuperar el campeonato en Sin City Street Fight. Nuevamente los perdieron ante estos en Hell in a Cell en un Hell in a Cell match.
En diciembre, el gerente general Daniel Bryan anunció un torneo por el vacante Campeonato de los Estados Unidos. En este torneo, Woods derrotó a Aiden English en la primera ronda, aunque perdió ante Jinder Mahal en las semifinales.

#### 2018
En el Royal Rumble, Woods participó en la batalla real masculina entrando como el #12, sin embargo fue eliminado por Jinder Mahal. Luego de ello, The New Day reanudó su feudo con The Usos, enfrentándose en Fastlane por el Campeonato en Parejas de SmackDown, que terminó sin ganador después de la inferencia de The Bludgeon Brothers (Harper & Rowan). En WrestleMania 34, The New Day se enfrentaría a The Usos y The Bludgeon Brothers en una lucha titular, pero no logró hacerse con los títulos, siendo Harper y Rowan los ganadores. En abril, Woods fue uno de los 50 hombres que participaron en la battle royal de Greatest Royal Rumble en Arabia Saudita; fue eliminado por Elias.

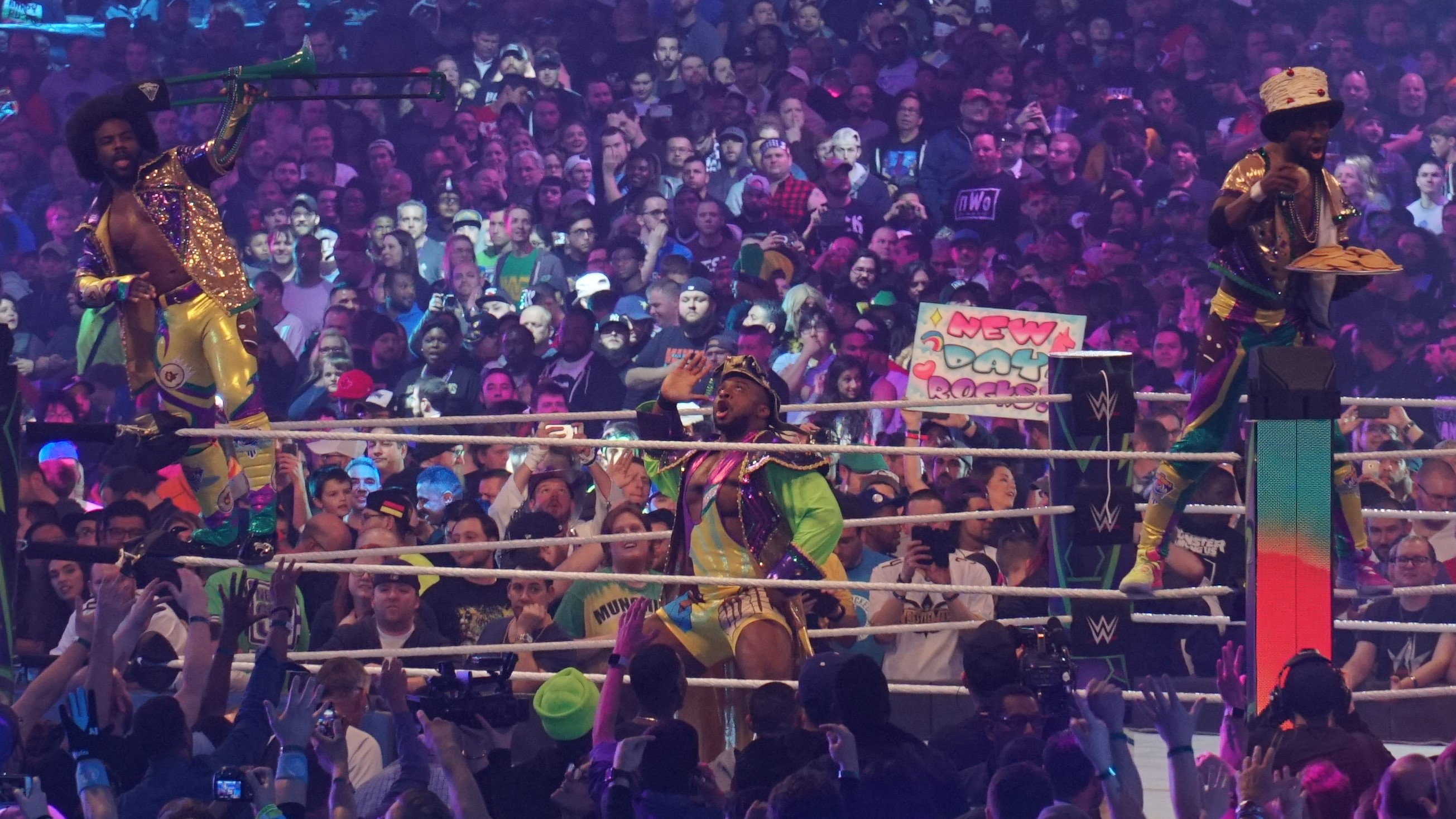
Woods junto con sus compañeros de The New Day en WrestleMania 34

El 21 de julio, la gerente general Paige programó un torneo por los títulos, y el equipo ganador se ganó el derecho de desafiar a The Bludgeon Brothers por el Campeonato en Parejas de SmackDown en SummerSlam, derrotando a Sanity en las seminifinales y a The Bar (Cesaro & Sheamus). En SummerSlam, The New Day ganó el combate por descalificación, lo que significa que Harper y Rowan retuvieron sus títulos, aunque en el siguiente SmackDown Live, los vencieron en un combate sin descalificación para capturar los títulos por tercera vez.
El 16 de octubre, él y Big E perdieron los títulos contra The Bar en el SmackDown 1000.

#### 2019
El 27 de enero de 2019, en Royal Rumble, Woods ingresó al Royal Rumble match, pero fue eliminado por Drew McIntyre. En el período previo a WrestleMania 35, el compañero de equipo de Woods, Kofi Kingston, estaba tratando de ganar una oportunidad por el Campeonato de la WWE y, después de muchos intentos, Vince McMahon le concedió la oportunidad por el título después de que Woods y Big E derrotaran a Luke Gallows y Karl Anderson, Rusev y Shinsuke Nakamura, The Bar (Cesaro & Sheamus), The Usos (Jimmy & Jey) y Daniel Bryan y Rowan en una Gauntlet match por equipos. Después de WrestleMania, Woods y Big E más tarde ganaron otra oportunidad por el Campeonato de Parejas de SmackDown en Extreme Rules. En el evento, Woods y Big E derrotaron a Daniel Bryan y Rowan, y Heavy Machinery para ganar los títulos. 
En septiembre, Woods y Big E perdieron los títulos ante The Revival en Clash of Champions. Durante un evento en vivo de WWE el 21 de octubre, Woods sufrió una lesión legítima en el tendón de Aquiles y se informó que la lesión lo dejaría fuera durante seis meses a un año.

#### 2020
En el episodio del 9 de octubre de 2020 de SmackDown, Woods regresó de una lesión, donde se asoció con Kofi Kingston para derrotar a Cesaro y Shinsuke Nakamura, ganando su séptimo Campeonato de Parejas de SmackDown. Después del combate, como parte del Draft, ambos fueron reclutados para la marca Raw, separándolos de Big E, que permaneció en la marca azul. En el episodio del 12 de octubre de Raw, Woods y Kingston intercambiaría títulos de parejas con los ganadores del Campeonato de Parejas de Raw The Street Profits (Angelo Dawkins & Montez Ford) quienes fueron reclutados para SmackDown. Esto marcaría el tercer reinado de Kingston y Woods con los títulos de Raw como equipo (quinto para Kingston individualmente), el décimo reinado del campeonato en parejas de New Day en la WWE como equipo y el décimo reinado del campeonato en parejas de Woods individualmente. 
El 20 de diciembre en TLC: Tables, Ladders & Chairs, The New Day perdieron el Campeonato en Parejas de Raw ante The Hurt Business (Cedric Alexander & Shelton Benjamin). 

#### 2021
Woods y Kingston luego recuperarían los títulos de Raw de Alexander y Benjamin el 15 de marzo de 2021 en Raw, marcando el cuarto reinado de Woods con dicho campeonato. En WrestleMania 37, perdieron los títulos ante el equipo de AJ Styles y Omos.
Como parte del Draft, junto con su compañero Kingston, fue reclutado para la marca SmackDown, que entró en vigencia el 22 de octubre. Antes de eso, Woods ingresó al torneo King of the Ring representando a Raw, donde derrotó a Ricochet en la primera ronda y a Jinder Mahal en las semifinales. Durante el evento WWE Crown Jewel 2021 desarrollado en Arabia Saudita, derrotó a Finn Bálor de SmackDown en la final para ganar el torneo y convertirse en "Rey del Ring"; su primer galardón individual en WWE. En el siguiente episodio de SmackDown, Kingston organizó una ceremonia de coronación para Woods, quien sería conocido como King Woods.
La semana siguiente, The New Day enfrentaría a sus antiguos rivales The Usos en un combate no titular, pero cayeron debido a que Woods cubrió a Jimmy con un reversal, esto dicho por Paul Heyman. Esto no dejó muy contento al Campeón Universal Roman Reigns, quien ordenó a Jimmy arreglar el problema de cualquier manera. Sin embargo, The New Day interrumpieron a Reigns para solicitar un combate entre Woods y Jimmy, con la condición de que el perdedor tendrá que arrodillarse ante el rey, por lo que Reigns aceptó el reto en nombre de su primo. Woods logró ganar el combate, y antes de que Jimmy se arrodillara, Reigns impidió esto y acto seguido atacaron a Woods, quien presenció el brutal castigo que recibió Kingston en su rodilla derecha, lo que provocó un pequeño feudo entre ambos. En el episodio del 12 de noviembre, Woods se enfrentó ante Reigns en el evento estelar de esa misma noche, donde fue derrotado por descalificación debido a la interferencia de The Usos, quienes lo atacaron cuando cubría a Reigns. Originalmente, Woods había ganado, pero debido a la decisión de los creativos para que no perdiera credibilidad en su giminick, decidieron ingeniar que la racha siguiera invicta y que Reigns no había recibido el pinfall, lo que hizo que terminara su feudo con él.

#### 2022
Iniciando 2022, The New Day se enfrentó a The Usos por el Campeonato en Parejas de SmackDown en Day 1, perdiendo el combate. El 14 de enero de SmackDown, fue diagnosticado con un desgarro plantar, lo que lo dejó incapaz de competir durante 4 a 6 semanas. En la edición del 25 de marzo, hizo su regreso volviendo a Xavier Woods derrotando a Ridge Holland. Posteriormente, él y Kofi Kingston luego desafiaron a Holland y Sheamus a un combate en WrestleMania 38, pero perdieron.
En el episodio del 6 de diciembre de NXT, mientras los campeones de parejas de NXT Pretty Deadly (Elton Prince & Kit Wilson) leían un cuento de Navidad, Woods y Kingston los interrumpieron para posteriormente atacarlos como una muestra de desafío por los títulos. Cuatro días más tarde en NXT Deadline, The New Day derrotaron a Pretty Deadly ganando el Campeonato en Parejas de NXT por primera vez, convirtiéndose en los terceros ganadores de la Triple Corona en Parejas de la WWE.

#### 2023-presente
En Royal Rumble, Woods fue uno de los 30 participantes del Royal Rumble match masculino, donde ingresó como el #6 y mismo caso que su compañero Kofi Kingston, fue eliminado por Gunther. En NXT Vengeance Day el 4 de febrero, The New Day perdió los títulos a manos de Gallus (Mark Coffey & Wolfgang) en una Fatal 4-Way Tag Team match que también involucraba a Pretty Deadly (Elton Prince & Kit Wilson) y Chase U (Andre Chase & Duke Hudson) (con Thea Hail) tras ser él mismo cubierto por Coffey, terminando con su reinado de 56 días.
En el SmackDown WrestleMania Edition, participó en el André the Giant Memorial Battle Royal pero fue eliminado por Karrion Kross.

## Otros medios
Creed aparece como Xavier Woods en los siguientes videojuegos de WWE: WWE 2K15, WWE 2K16, WWE 2K17, WWE 2K18, WWE 2K19, WWE 2K20 y WWE 2K22. Además, Woods aparece en Super Bomberman R. Bajo su nombre de ring, interpretó a Raiden de Mortal Kombat en el juego móvil de NetherRealm Studios, WWE Immortals.
En 2015, Woods, bajo su apodo de Austin Creed, abrió un canal de YouTube llamado UpUpDownDown, donde invita a otros luchadores de la WWE, personalidades de los videojuegos, amigos e invitados a jugar. En agosto de 2018, ganó un récord mundial Guinness para el canal de videojuegos de celebridades con más suscriptores, con 1,6 millones de suscriptores.
En 2017, hizo su debut como actor de voz como el personaje de Vincent Mensah en el videojuego 2064: Read Only Memories. También publicó The Book of Booty: Shake It. Love It. Never Be It con sus compañeros de The New Day, Big E y Kofi Kingston.
En febrero de 2020, Woods anunció su asociación con Riot Games para crear experiencias de deportes electrónicos. En noviembre de ese año, Woods, junto con Big E y Kingston, se agregaron como personajes de DLC jugables en el videojuego Gears 5, luciendo una armadura personalizada con los colores de los atuendos de ring de The New Day; los tres grabaron diálogos específicamente para el juego.

## Campeonatos y logros
- Deep South Wrestling

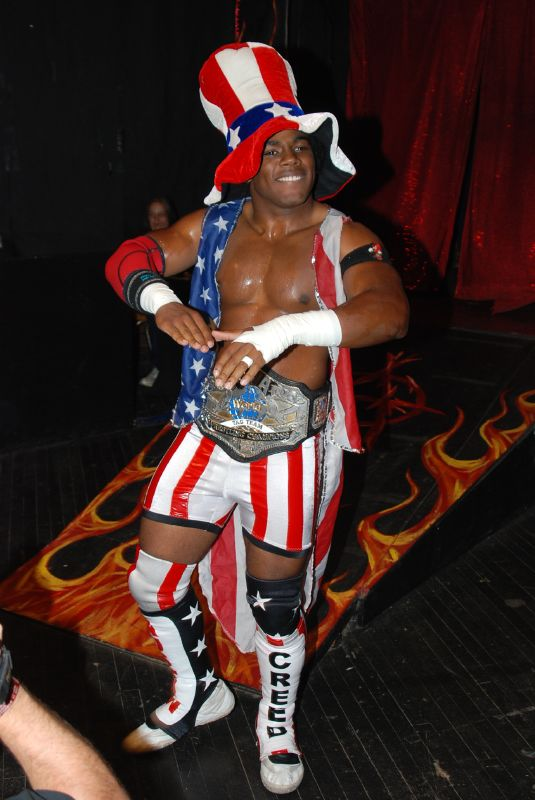
Creed como Campeón en Parejas de la NWA Anarchy.

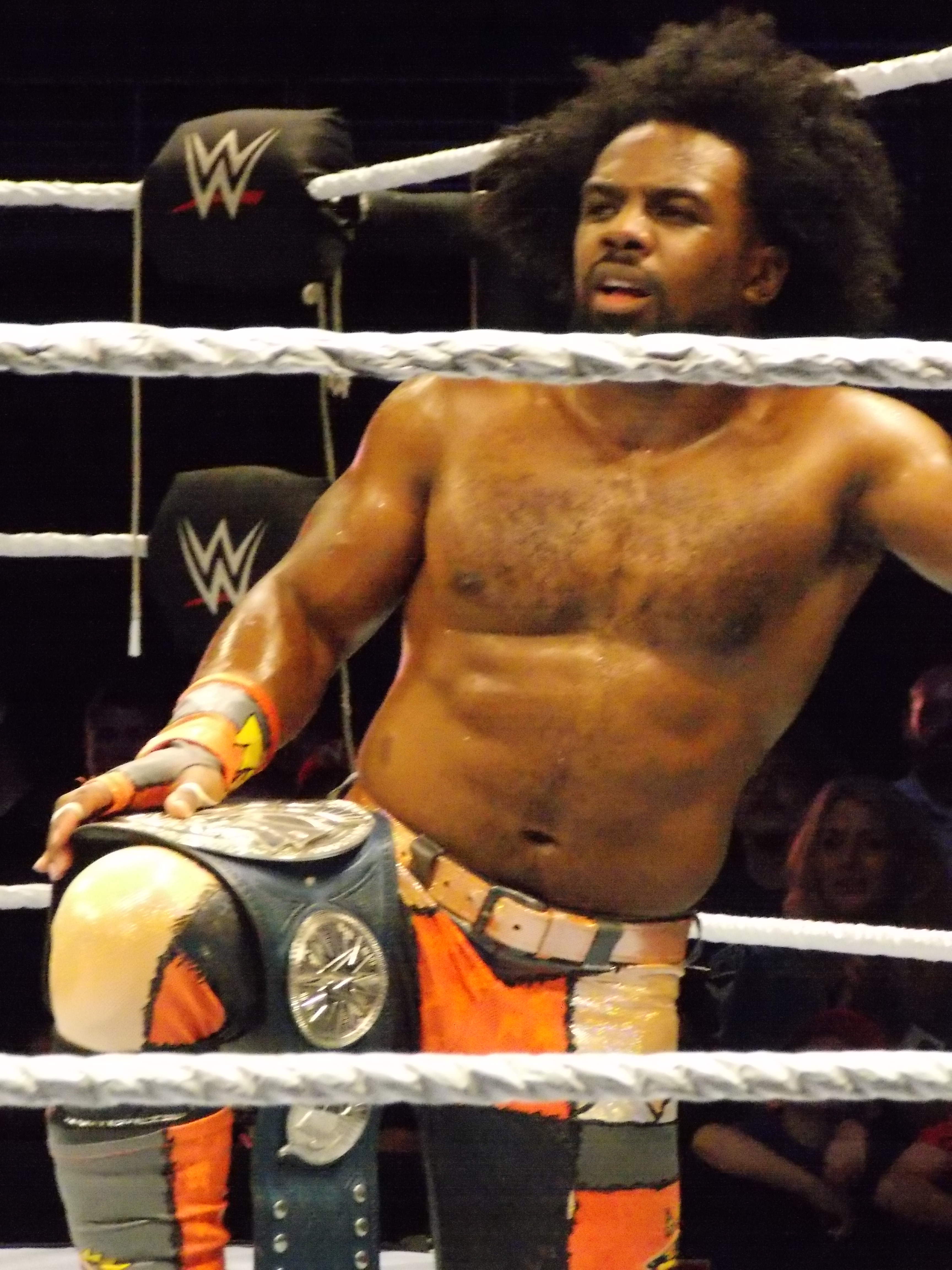
Creed como Campeón en Parejas de SmackDown.

  - Deep South Heavyweight Championship (1 vez)[31]

- East Coast Wrestling Association
  - ECWA Super 8 Tournament (2010)[14]

- Florida Championship Wrestling
  - FCW Florida Tag Team Championship (1 vez) - con Wes Brisco

- World Wrestling Entertainment/WWE
  - WWE/Raw Tag Team Championship (4 veces) - con Kofi Kingston (3) & Big E (2)
  - SmackDown Tag Team Championship (5 veces) - con Kofi Kingston (4) & Big E (4)
  - NXT Tag Team Championship (1 vez) - con Kofi Kingston (1)
  - Tag Team Triple Crown Championship (Terceros) - con Kofi Kingston
  - King of the Ring (2021)
  - WWE Year–End Award para en parejas masculino del año (2019) - con Big E y Kofi Kingston
  - Slammy Award (1 vez)
    - Ring Gear of the Year (2020) – con Big E y Kofi Kingston

- NWA Anarchy
  - NWA Anarchy Tag Team Championship (1 vez) - con Hayden Young[32]

- Total Nonstop Action Wrestling
  - TNA World Tag Team Championship (1 vez) - con Jay Lethal

- Pro Wrestling Illustrated
  - Equipo del año (2015) con Big E y Kofi Kingston (The New Day)
  - Equipo del año (2016) con Big E y Kofi Kingston (The New Day)
  - Situado en el N.°195 en los PWI 500 del 2008[33]
  - Situado en el N.º93 en los PWI 500 de 2009[34]
  - Situado en el N.º189 en los PWI 500 de 2010[35]
  - Situado en el Nº208 en los PWI 500 de 2011[36]
  - Situado en el N.º119 en los PWI 500 de 2012[37]
  - Situado en el N.º232 en los PWI 500 de 2013[38]
  - Situado en el N.º185 en los PWI 500 de 2014[39]
  - Situado en el N.º77 en los PWI 500 de 2015[40]
  - Situado en el N.º58 en los PWI 500 de 2016[41]
  - Situado en el N.º72 en los PWI 500 de 2017[42]
  - Situado en el N.º89 en los PWI 500 de 2018[43]
  - Situado en el N.º86 en los PWI 500 de 2019[44]
  - Situado en el N.º168 en los PWI 500 de 2020[45]
  - Situado en el N.º133 en los PWI 500 de 2021[46]
  - Situado en el N.º37 en los PWI 500 de 2022[47]